# Soumbat Ier d'Artanoudji
Soumbat Ier d'Artanoudji (mort en 889) est un prince d'Artanoudji de la famille des Bagrations, qui règne dans la seconde partie du IXe siècle.
Soumbat Bagration est le second fils d'Adarnassé, prince d'Artanoudji, lui-même fils aîné de saint Achot Curopalate. Mamasakhlis de sa maison à la mort de son frère, il n'a jamais reçu la couronne d'Ibérie et ne prétend pas non plus à son trône. Il est cité par le prince Vakhoucht Bagration comme le frère d'Achot Cécéla, qui est mort avant lui.
Régnant sur la principauté géorgienne d'Artanoudji (aujourd'hui Ardanuç, en Turquie), il a reçu le titre byzantin d'Antipatos-patrice et est mort en 889.
Il a eu trois fils de son épouse inconnue :
- David, prince d'Artanoudji
- Bagrat, prince d'Artanoudji
- un fils qui fut Mampal